# دوري الدرجة الأولى الأرجنتيني 1974
دوري الدرجة الأولى الأرجنتيني 1974 (بالإسبانية: Campeonato Nacional 1974)‏ هو الموسم 44 من  دوري الدرجة الأولى الأرجنتيني. الذي يشرف على تنظيمه اتحاد الأرجنتين لكرة القدم، وكان عدد الأندية المشاركة فيه  18، وفاز فيه نادي سان لورينزو.